# 竜陽君
竜陽君（りゅうようくん）は、戦国時代の魏の公子である。
戦国策の魏策にある話では、竜陽君が魏の安釐王とともに釣りをしていた際、より大きい魚を釣って喜ぶ王に対して、竜陽君が涙を流した。王が涙の理由を尋ねると、竜陽君が答えて言うことに、「今、ご寵愛を受けている私も、より美しい者が現れると、王のご寵愛を失ってしまう。そのことを思うと悲しくて涙が出るのです」と。これを聞いた王の竜陽君への寵愛はさらに強く、「今後、私に美人を献上しるなら、その人を処刑すると思え」と詔したという。
毛利貞斎、『絵本通俗戦国策』の一篇：「竜陽君想失寵涕下」とある。
後代では男性同性愛（男色）を表す言葉の1つとしてこの人名が用いられた。